# Jorge Henrique de Souza
Jorge Henrique de Souza, detto Jorge Henrique (Resende, 23 aprile 1982), è un calciatore brasiliano, attaccante o centrocampista del Piauí.

## Club
Cresciuto nelle giovanili del Náutico, disputò un buon campionato di Série B con il club nel 2003. Successivamente giocò per Atlético Paranaense, Santo André e Ceará.
Nel Santa Cruz, Jorge Henrique giocò come centrocampista offensivo, attirando l'attenzione del Botafogo che nel 2007 lo mise sotto contratto per due stagioni. Il tecnico Cuca, lo posizionò nella sua originaria posizione di attaccante, e nonostante fosse partito come riserva di Luís Mário, riuscì presto a guadagnarsi un posto da titolare.
Insieme a Dodô, Zé Roberto e Lúcio Flávio componeva l'attacco della squadra di Rio de Janeiro.  Il Corinthians lo ha acquistato nel 2009; e nella sua partita di debutto, contro l'Estudiantes de La Plata, segnò due delle cinque reti della squadra.
Nel 2015 viene acquistato dal Vasco da Gama.

## Palmarès

### Competizioni statali
- Campionato Pernambucano: 1

Náutico: 2004
- Campionato Paranaense: 1

Atlético Paranaense: 2005
- Taça Rio: 2

Botafogo: 2007, 2008
- Campionato paulista: 1

Corinthians: 2009

### Competizioni nazionali
- Coppa del Brasile: 1

Corinthians: 2009
- Campionato brasiliano: 1

Corinthians: 2011

### Competizioni internazionali
- Coppa Libertadores: 1

Corinthians: 2012
- Coppa del mondo per club: 1

Corinthians: 2012